# Indisk rönnspirea
Indisk rönnspirea (Sorbaria tomentosa) är en art i familjen rosväxter och förekommer östra Afghanistan, Tadzjikistan, Nepal, norra Pakistan och nordvästra Indien.
Två varieteter erkänns:
- var. tomentosa. Finns i hel autbredningsområdet.
- var. angustifolia. Från östra Afghanistan och norra Pakistan.

## Synonymer
var. tomentosa
- Basilima lindleyana (Wallich ex Lindley) Kuntze nom. illeg.
- Schizonotus tomentosus Lindley
- Sorbaria lindleyana (Wallich ex Lindley) Maxim. nom. illeg.
- Spiraea lindleyana Wallich ex Lindley

var. angustifolia (Wenz.) Rahn
- Schizonotus aitchisonii (Hemsley) Skeels
- Sorbaria aitchisonii (Hemsley) Hemsley ex Rehder
- Spiraea aitchisonii Hemsley
- Spiraea sorbifolia var. angustifolia Wenz.